# 龙华港桥
龙华港桥雅稱龙之脊，是中華人民共和國上海市徐匯區一條跨越龍華港（龍華港注入黃浦江處）的橋樑，也是徐匯濱江地區第一座建成的橋樑，於2010年建成通車，龙华港桥全长345米，总重3220吨，由上海市政工程设计研究总院設計。龙华港桥上的道路為龍騰大道。該橋曾獲得国家和市级市政工程金奖。